# خدمات بشرية
الخدمات البشرية هي مجال خاص ومحدد يلامس جميع التخصصات التى يتم فيها بناء علاقة اتصال تفاعلي يلامس سلوك الاحاسيس البشرية سوى كانت جسدية او عقلية و تهدف الى تلبية متطلبات الانسان من خلال القواعد والمناهج العلمية المتعارف عليها والتي  تركّز على الوقاية والتعليم والارشاد بالإضافة إلى علاج المشاكل والحفاظ على الالتزام بتحسين الجودة الشاملة لحياة المجتمع. 
تتمثل مهمة الخدمات البشرية في تعزيز وتطوير الممارسات الفردية والاجتماعية و الانسانية لتطوير الانظمة والاعمال وتحقيق الرفاهية والنمو الاقتصادي واستدامته. 
وتداخل الخدمات البشرية مع جميع التخصصات والاعمال التي يتعرض فيها الانسان الى ذاته مثل الخدمات الصحية والتعليمية ورعاية ذوي الاعاقة والاحتياجات الخاصة ومكافحة الفقر و مكافحة  الاوبئة والترفية ومشاريع التنمية والرعاية الاجتماعية. 

## تاريخ

### الديانات والحضارات
تعود الخدمات البشرية منذ نشاة الانسان وهي فطرة بشرية لخدمة ومساعدة المحتاجين ولقد نصت الديانات السماوية على تقديم الخدمات لجميع العاجزين. وكان اول حاكم يامر بتقديم مساعدة مالية شهريه منتظمة هو الخليفة المسلم عمر بن الخطاب لرجل يهودي عاجز عن العمل. وكذلك كانت الاوقاف في عند المسلمين بمثابة مراكز خيرية  لتقديم الخدمات الانسانية.   

### الولايات المتحدة الأمريكية
للخدمات البشرية جذور في النشاطات الخيرية للمنظمات الدينية والمدنية تعود بتاريخها إلى فترة الاستعمار، وبالرغم من ذلك لم يبدأ النظام الأكاديمي للخدمات البشرية حتى الستينيات. في ذلك الوقت، بدأت مجموعة من الأكاديميين الجامعيين حركة الخدمات البشرية الجديدة وبدأت في تشجيع اعتماد تصور جديد حول تقديم الخدمات البشرية بالإضافة إلى الاحترافية في مجالات المساعدة التقليدية. كان الهدف الرئيسي للحركة هو جعل تقديم الخدمات أكثر كفاءة وفعالية وإنسانية، بينما تناولت الأهداف الأخرى إعادة تعليم المهنيين المساعدين التقليديين (التعليم بين الفنيين) بهدف الوصول إلى تقدير أكبر للفرد ككل (علم النفس الإنساني) وأن يكونوا مسؤولين أمام المجتمعات التي يخدمونها (ما بعد الحداثة)، كما سيتعلم المهنيون تحمل المسؤولية على جميع مستويات الحكومة، واستخدام مقاربات النظم للنظر في المشاكل الإنسانية، والمشاركة في التغيير الاجتماعي التقدمي.
كانت البرامج الأكاديمية التقليدية مثل التعليم والتمريض والخدمة الاجتماعية والقانون والطب مقاومة للتصور الجديد لحركة الخدمات البشرية لأنها بدت وكأنها تتحدى حالتهم المهنية. انطوى تغيير المفهوم التقليدي للاحترافية على إعادة التفكير في مراقبة المستهلك وتوزيع السلطة، كما دعت الحركة الجديدة ممتهني الخدمة البشرية إلى العمل من أجل التغيير الاجتماعي، وقد اقتُرح أن الحد من السيطرة الاحتكارية على المهنيين يمكن أن يؤدي إلى دمقرطة المعرفة وقد يقود إلى تقوية المهنيين بالنيابة عن العملاء والمجتمعات ضد المؤسسات المهنية.
كما أملت الحركة أيضًا أن تصبح أنظمة تقديم الخدمات البشرية متكاملة وشاملة وأكثر إتاحة، ما يجعلها أكثر إنسانية لمستخدمي الخدمة. وبالنتيجة، كانت مقاومة المهن المساعدة التقليدية بمثابة قوة دافعة لمجموعة من المعلمين في التعليم العالي لبدء النظام الأكاديمي الجديد للخدمات الإنسانية.
يرى البعض أن نظام الخدمات البشرية ذو هوية محددة كمهنة تصلح وتكمل المهن التقليدية الأخرى، بالرغم من ذلك لم يتفق المهنيون والعلماء الآخرون على تعريف موثوق للخدمات البشرية.

## البرامج الأكاديمية

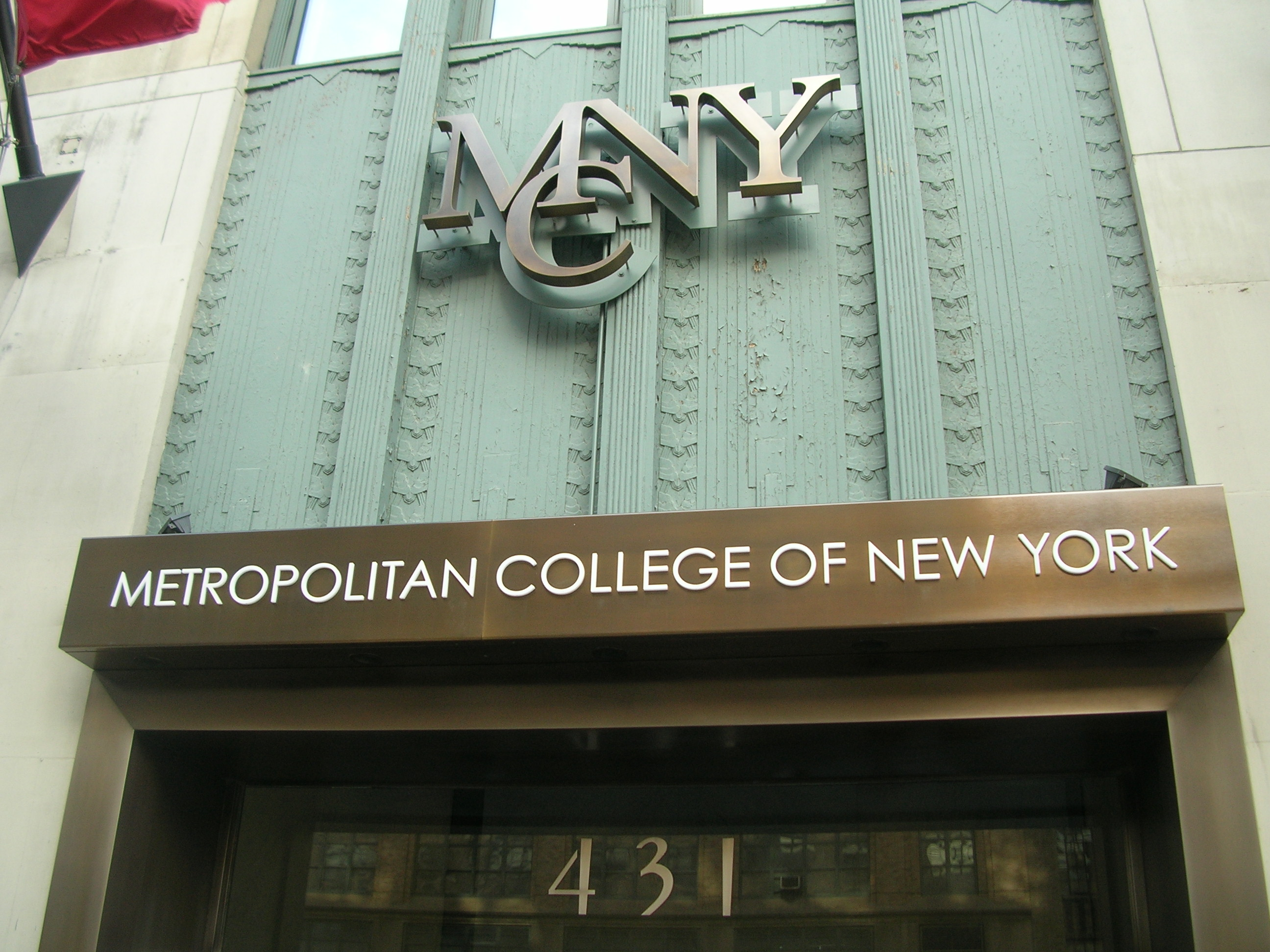
صورة لكلية ميتروبوليتان في نيويورك، التي قدمت أحد أوائل برامج الدراسات العليا في الخدمات البشرية في عام 1974.

### الولايات المتحدة الأمريكية

#### التطوير
جادل تشاينول وبارنفورد أن برامج الخدمات البشرية يجب أن تُثقّف وتُدرب الطلاب في مستوى التخرج أو الدراسات العليا في حال طمحت أن تُعتبر نظامًا احترافيًا أو مهنيًا. أسست أودري كوهين (مواليد عام 1932، وتوفيت عام 1996) التي اعتبرت معلّمة مبدعة في زمانها، برنامجًا تقدميًا للخدمات البشرية للخريجين، كما قدمت كلية أودري كوهين للخدمات البشرية، والتي تسمى حاليًا كلية متروبوليتان في نيويورك، واحدة من أوائل برامج التخرج في عام 1974. في نفس الفترة الزمنية، أصبحت كلية سبرينجفيلد في ولاية ماساتشوستس، قوة عظمى في الحفاظ على الخدمات البشرية كنظام أكاديمي. تعد كلية سبرينجفيلد حاليًا واحدة من أقدم وأكبر برامج الخدمات البشرية في الولايات المتحدة الأمريكية.

### البرامج الحالية
في الوقت الحالي، هناك برامج أكاديمية في الخدمات البشرية في مستويات المشاركين وطلاب درجة البكالوريا والتخرج، هناك ما يقارب 600 برنامج خدمات بشرية في جميع أنحاء الولايات المتحدة. يحصي دليل عبر الإنترنت لبرامج الخدمات البشرية العديد (ولكن ليس جميع) من البرامج في كل الولايات بالاقتران مع حالة اعتمادهم، عن طريق مجلس المعايير في تعليم الخدمات البشرية (CSHSE).
يُقدّم مجلس المعايير في تعليم الخدمات البشرية (CSHSE) اعتمادًا في برامج الخدمات البشرية على مستوى التعليم العالي. تعد عملية الاعتماد طوعية وتطلّب عملًا كثيفًا، صُمّم لضمان جودة وترابط وملاءمة تعليم الخدمة البشرية من خلال المعايير القائمة على البحث وعملية مراجعة الأقران. وفقًا لموقع المجلس (CSHSE)، لا يوجد سوى 43 برنامجًا معتمدًا للخدمات البشرية في الولايات المتحدة الأمريكية

## الشهادة واستمرار التعليم

### الولايات المتحدة الأمريكية
وضع مركز الاعتماد والتعليم (CCE) شهادة اعتماد الممارس في مجال الخدمات البشرية (HS-BCP) بمساعدة المنظمة الوطنية للخدمات البشرية (NOHS) ومجلس المعايير في تعليم الخدمات البشرية (CSHSE). أُنشئت بيانات الاعتماد لممارسي الخدمات البشرية الذين يسعون إلى تحسين حياتهم المهنية من خلال الحصول على التحقق المستقل من معرفتهم العملية وخلفيتهم التعليمية.
يمكن لخريجي برامج الخدمات الإنسانية الحصول على شهادة اعتماد الممارس في مجال الخدمات البشرية (HS-BCP) المقدمة من مركز الاعتماد والتعليم (CCE). تضمن شهادة (HS-BCP) أن ممارسي الخدمات البشرية يقدمون خدمات جيدة كما أنهم مزودو خدمات مؤهلين ملتزمين بالمعايير العالمية ويحترمون المعايير الأخلاقية لمهنيّي الخدمات البشرية بالإضافة إلى المساعدة في توحيد الهوية المهنية لممارسي الخدمات البشرية.

## المنظمات المتخصصة

### أمريكا الشمالية
توجد العديد من منظمات الخدمات البشرية المهنية المختلفة للمهنيين والمعلمين والطلاب المتاح الانضمام إليها في جميع أنحاء أمريكا الشمالية.

### كندا
يعد المعهد الكندي للخدمات الإنسانية منظمة للتحفيز والتعليم والبحث العلمي من أجل النهوض بالعدل الصحي والتعليم التقدمي والتجديد الاجتماعي. يتعاون المعهد مع الباحثين والممارسين الميدانيين والمنظمات المجتمعية والشركات التي تتصف بالوعي الاجتماعي، إلى جانب مستويات مختلفة من المؤسسات الحكومية والتعليمية، لضمان بقاء قطاع الخدمات الصحية والبشرية الكندي مسؤولاً أمام المصلحة الأكبر للمجتمع المدني الكندي فضلًا عن المكاسب المهنية أو التجارية أو الاقتصادية قصيرة الأمد.